# Municipio de Tubutama
El Municipio de Tubutama es uno de los 72 municipios en los que se divide el estado mexicano de Sonora. Su cabecera municipal es el pueblo homónimo de Tubutama

## Toponimia
El origen del topónimo Tubutama es libre sentada en lo alto de la colina (de origen papago)

## Geografía
El municipio de Tubutama cuenta con una extensión territorial de 1,351.60 km², se encuentra ubicado en las coordenadas 30°53′4.3″N 111°27′50.5″O / 30.884528, -111.464028 colinda con al norte con Sáric, al sur con Trincheras y Santa Ana, al este con Nogales y Magdalena y al oeste con Altar, Átil y Oquitoa.

## Población
La población registrada en el censo de población y vivienda de 2010 realizada por el INEGI fue de 1,735 habitantes de los cuales 904 son hombres y 831 son mujeres.

### Principales asentamientos
| Nombre     | Tipo         | Código Postal |
| ---------- | ------------ | ------------- |
| Tubutama   | Pueblo       | 83800         |
| San Juan   | Congregación | 83801         |
| La Reforma | Congregación | 83805         |
| San José   | Congregación | 83810         |
| San Manuel | Ejido        | 83818         |
| La Sangre  | Ejido        | 83817         |

## Economía
Las principales actividades económicas son la ganadería, la agricultura y la forestal.